# رامون ميترا، الابن
رامون ميترا، الابن (بالإنجليزية: Ramon Mitra, Jr.) (و. 1928 – 2000 م) هو سياسي من الفلبين ولد في بورتوبرنسس.